# (162723) 2000 VM2
2000 في أم 2 (ويعرف أيضًا باسم (162723) 2000 في أم 2 وفق تسمية الكوكب الصغير) (بالإنجليزية: 2000 VM2)‏ هو كويكب ضمن حزام الكويكبات؛ وترتيبه 162723 من حيث الاكتشاف.
اكتُشف هذا الجُرم الفلكي بواسطة بحث لنكولن عن الكويكبات القريبة من الأرض في 1 نوفمبر 2000.

## وصلات خارجية
- (162723) 2000 VM2 في قاعدة بيانات مختبر الدفع النفاث لأجرام النظام الشمسي الصغيرة

- الاكتشاف · مخطط المدار ·  العناصر المدارية · المعلمات المادية

- (162723) 2000 VM2 على موقع ويكي سكاي: DSS2, SDSS, GALEX, IRAS, Hydrogen α, X-Ray, Astrophoto, Sky Map, Articles and images